# Каннаваро, Фабио
Фа́био Каннава́ро (итал. Fabio Cannavaro; род. 13 сентября 1973[…], Неаполь) — итальянский  футболист и тренер. На победном для сборной Италии чемпионате мира 2006 года был капитаном команды. Лучший футболист мира 2006 года. Старший брат Паоло Каннаваро.

## Карьера

### В качестве игрока
Несмотря на небольшой для центрального защитника рост (176 см), Каннаваро считался одним из лучших футбольных защитников 1990-х и 2000-х годов. За свою карьеру он успел поиграть в четырёх клубах Серии A: «Наполи» (1992—1995), «Парме» (1995—2002), «Интернационале» (2002—2004) и «Ювентусе» (2004—2006, 2009—2010). В «Юве» он воссоединился со своими бывшими партнёрами по «Парме» Лилианом Тюрамом и Джанлуиджи Буффоном. Они создали одну из сильнейших оборонительных линий в Италии, благодаря чему Фабио выиграл в составе «Ювентуса» своё первое «скудетто».

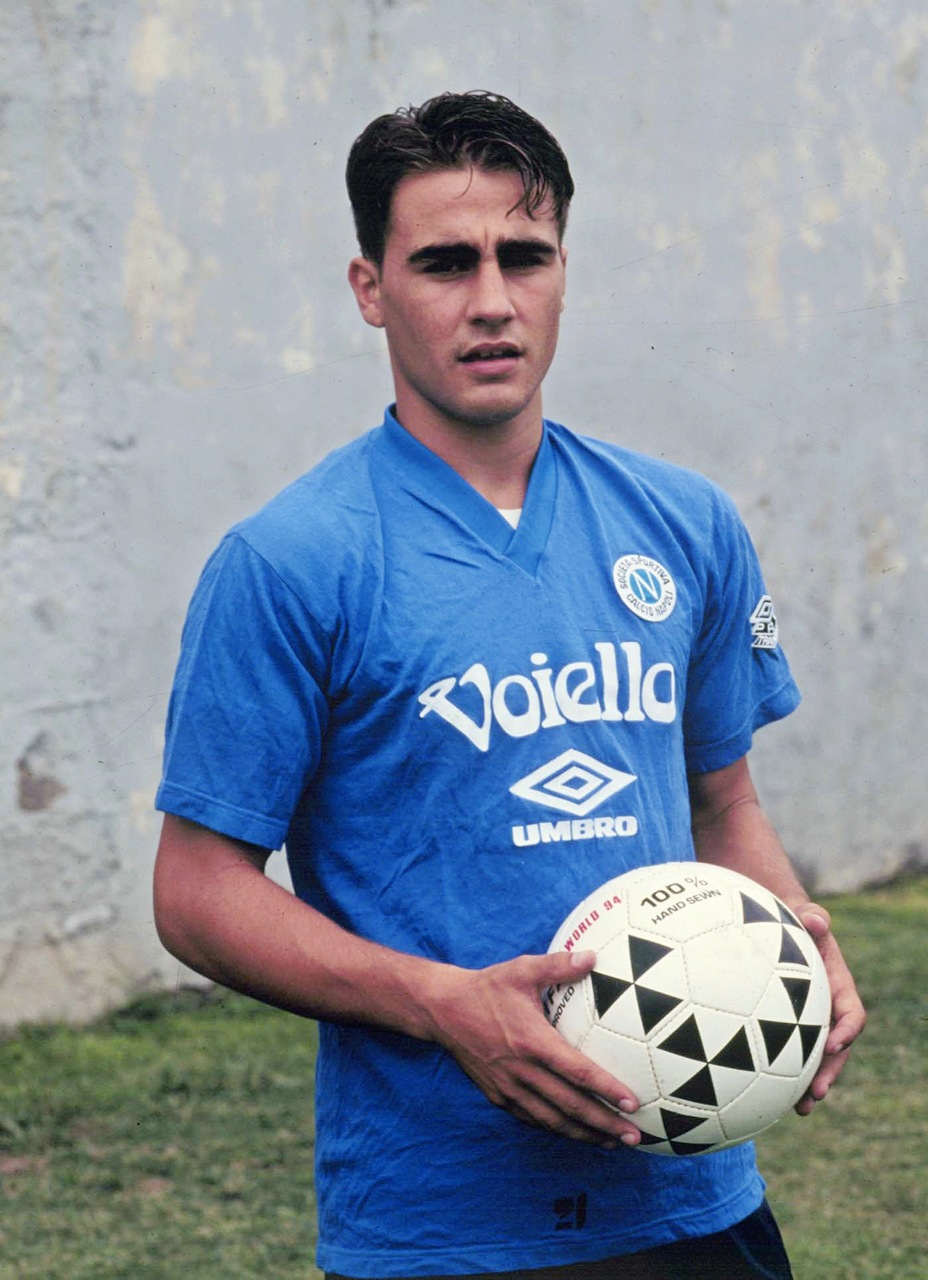
Каннаваро в 1990 году

Каннаваро вместе с Алессандро Нестой формировали в сборной Италии одну из самых сильных оборонительных линий в мире. Каннаваро славился прежде всего своим умением «читать игру», благодаря чему совершал в игре множество перехватов. За сборную Италии Каннаваро провёл 136 матчей, играл в её составе на чемпионатах мира 1998, 2002, 2006 и 2010, на чемпионатах Европы 2000 и 2004. 100-й его матч за национальную сборную стал победным для Италии финалом чемпионата мира 2006. По итогам турнира Каннаваро получил «Серебряный мяч».
Летом 2006, после того как «Ювентус» был отправлен в Серию B, Каннаваро перешёл в мадридский «Реал Мадрид» вместе с бразильцем Эмерсоном, воссоединившись в Испании с бывшим тренером «Юве» Фабио Капелло. 19 мая 2009 года вернулся в Турин, несмотря на многочисленные протесты поклонников «Ювентуса».

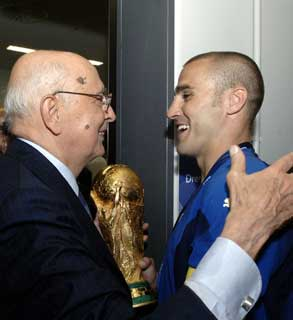
Каннаваро и президент Италии Джорджо Наполитано летом 2006 года

Младший брат Фабио, Паоло Каннаваро — также центральный защитник. Братья с 2000 по 2002 год вместе играли в «Парме», после чего Фабио перешёл в «Интер».
27 ноября 2006 года Фабио Каннаваро был удостоен «Золотого мяча» — приза лучшему игроку Европы по версии France Football. 18 декабря он получил звание лучшего футболиста мира 2006 года.
8 октября 2009 года у Каннаваро были найдены следы препарата кортизола, являющегося допингом. Препарат попал в его кровь со средством от укуса пчёлы, которое ему дали врачи «Ювентуса». Однако медики клуба не сумели правильно задокументировать это событие. Из-за этого Каннаваро самостоятельно прошёл тест, который обнаружил в его крови следы принятого лечебного препарата. Доктора «Ювентуса» заявили, что они никаких инструкций не нарушали.
8 ноября 2009 года Каннаваро провёл свой 400-й матч в Серии A.
2 июня 2010 года Каннаваро перешёл в клуб «Аль-Ахли» (Дубай), подписав контракт на два года. Сам Фабио хотел завершить карьеру в «Наполи», где начинал играть, но руководство клуба не хотело подписывать с защитником контракт.
25 июня 2010 года Каннаваро объявил, что завершает карьеру в сборной, в составе которой сыграл 136 матчей, что являлось рекордом,который позже перекрыл Джанлуиджи Буффон.
9 июля 2011 года Фабио объявил о завершении профессиональной карьеры игрока из-за травмы колена. В 2012 году планировалось его участие в новой футбольной лиге Индии — Бенгальской премьер-лиге, однако этот турнир так и не стартовал.

### В качестве тренера
В 2012 году получил квалификацию «профессиональный тренер второй категории». Это стало возможным благодаря специальным курсам, которые бывшая звезда Серии A прошла в конце весны — начале лета 2012 года.
После завершения карьеры игрока перешёл к тренерской деятельности. В сезоне 2013/14 работал ассистентом главного тренера в клубе «Аль-Ахли», за который до этого выступал в качестве игрока. По результатам сезона итальянец стал чемпионом ОАЭ.
В 2014 году Фабио Каннаваро впервые занял пост главного тренера, возглавив китайский «Гуанчжоу Эвергранд».
В октябре 2015 года назначен главным тренером клуба из Саудовской Аравии «Ан-Наср». Клуб заключил соглашение со специалистом до конца сезона 2015/16. В феврале 2016 года клуб расторг контракт с итальянским тренером. Причиной расторжения контракта называется отсутствие прогресса команды и невыполнение поставленных задач.

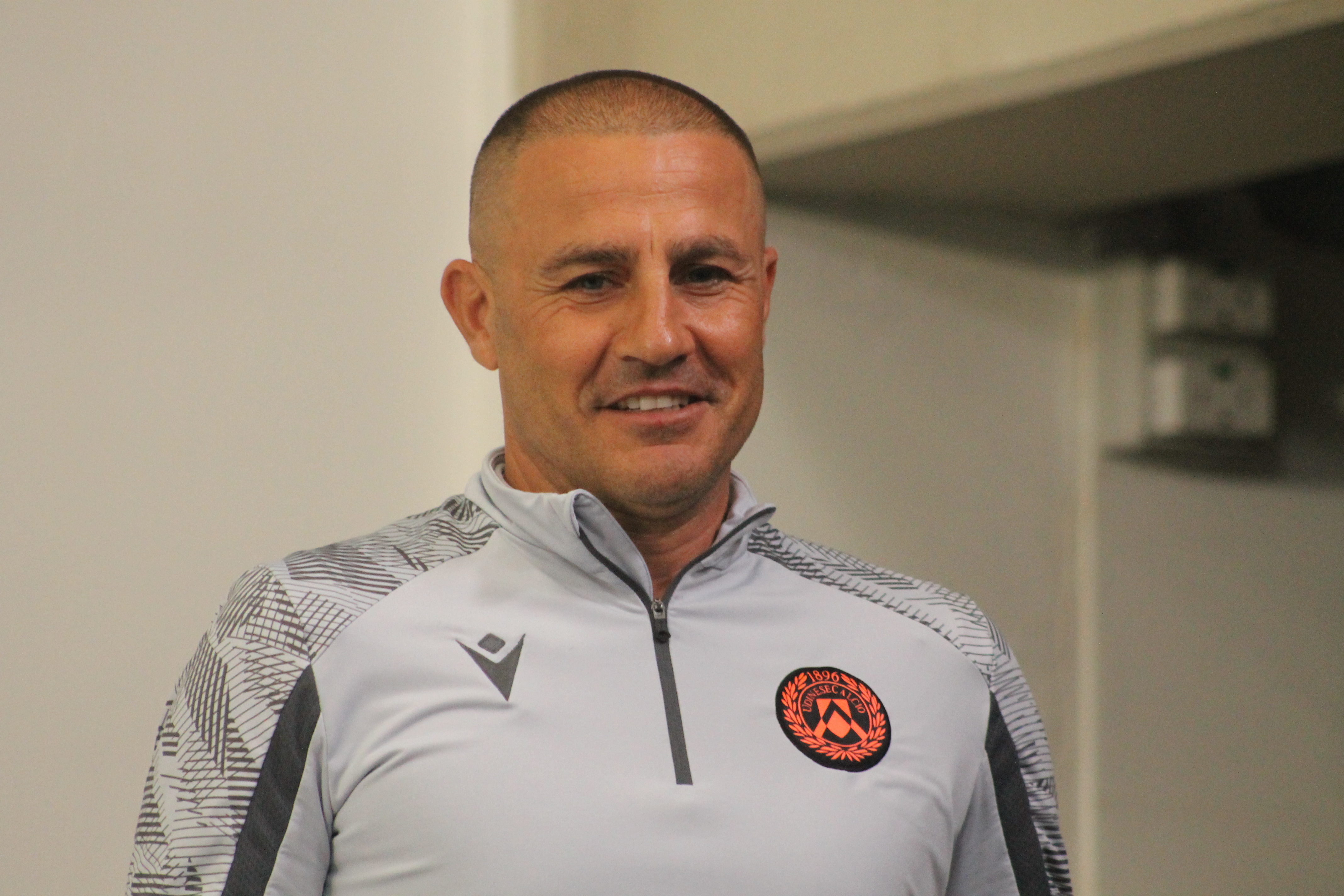
Каннаваро в качестве главного тренера «Удинезе», 2024 год

Летом 2016 года Фабио Каннаваро стал главным тренером китайского «Тяньцзинь Цюаньцзянь». Стороны заключили двухлетнее соглашение. Под руководством Каннаваро клуб вышел в 2016 году в китайскую Суперлигу. По результатам сезона 2017 клуб занял третье место.
В ноябре 2017 года Каннаваро ушёл с поста главного тренера «Тяньцзинь Цюаньцзянь». Сразу после ухода из «Тяньцзинь Цюаньцзянь» Каннаваро возглавил «Гуанчжоу Эвергранд», в котором уже работал ранее.
15 марта 2019 года специалист стал главным тренером сборной Китая. Работу со сборной Каннаваро совмещал с клубной работой в «Гуанчжоу Эвергранд».
Уже 29 апреля 2019 тренер покинул пост сборной Китая, заявив, что ему нужно сосредоточиться на работе в качестве главного тренера «Гуанчжоу Эвергранд».
23 сентября 2021 года покинул пост главного тренера «Гуанчжоу».

## Стиль игры
Каннаваро считается одним из величайших защитников всех времен, выиграв чемпионат мира в качестве капитана сборной Италии, а также «Золотой мяч» и награду ФИФА «Игрок года» в 2006 году. Хотя он в основном преуспел в качестве центрального защитника, благодаря своей способности читать игру, он также иногда использовался как правый или левый фуллбек, в частности, под руководством Эктора Купера в «Интере». Это стало возможным благодаря тактическому интеллекту Каннаваро, универсальности, техническим способностям, умению играть с мячом, выносливости, низкому центру тяжести и темпу, что также позволяло ему начинать игру с задней линии после отбора мяча.
Как защитник, Каннаваро был известен, в частности, своей концентрацией, предвидением, осознанностью и позиционным чутьем. Несмотря на его относительно небольшой рост для защитника, его ценили за игру в воздухе, физическую силу, атлетизм и тайминг, что позволяло ему вести борьбу с более крупными игроками и делало его особенно искусным в защите на втором этаже.

## Личная жизнь

### Семья
Фабио Каннаваро познакомился с будущей женой Даниэлой, когда ему было 18 лет. У него трое детей: сыновья Андреа (футболист клуба «Лацио») и Кристиан, дочь Мартина. У Каннаваро есть татуировки с именами жены и детей.

### Проблемы с законом
В феврале 2015 года судом итальянского города Неаполь был приговорён к десяти месяцам заключения за нарушение полицейского запрета. Жена и брат футболиста были приговорены к четырём и шести месяцам заключения соответственно.

## Статистика

### Игровая
| Выступление      | Выступление      | Выступление      | Лига | Лига | Кубки | Кубки | Еврокубки | Еврокубки | Прочие | Прочие | Итого | Итого |
| Клуб             | Лига             | Сезон            | Игры | Голы | Игры  | Голы  | Игры      | Голы      | Игры   | Голы   | Игры  | Голы  |
| ---------------- | ---------------- | ---------------- | ---- | ---- | ----- | ----- | --------- | --------- | ------ | ------ | ----- | ----- |
| Наполи           | Серия А          | 1992/93          | 2    | 0    | 1     | 0     | 0         | 0         | 0      | 0      | 3     | 0     |
| Наполи           | Серия А          | 1993/94          | 27   | 0    | 2     | 0     | 0         | 0         | 0      | 0      | 29    | 0     |
| Наполи           | Серия А          | 1994/95          | 29   | 1    | 4     | 0     | 3         | 0         | 0      | 0      | 36    | 1     |
| Наполи           | Итого            | Итого            | 58   | 1    | 7     | 0     | 3         | 0         | 0      | 0      | 68    | 1     |
| Парма            | Серия А          | 1995/96          | 29   | 1    | 0     | 0     | 6         | 0         | 1      | 0      | 36    | 1     |
| Парма            | Серия А          | 1996/97          | 27   | 0    | 1     | 0     | 2         | 0         | 0      | 0      | 30    | 0     |
| Парма            | Серия А          | 1997/98          | 31   | 0    | 6     | 0     | 7         | 0         | 0      | 0      | 44    | 0     |
| Парма            | Серия А          | 1998/99          | 30   | 1    | 7     | 0     | 8         | 0         | 0      | 0      | 45    | 1     |
| Парма            | Серия А          | 1999/00          | 31   | 2    | 2     | 0     | 9         | 1         | 2      | 0      | 44    | 3     |
| Парма            | Серия А          | 2000/01          | 33   | 0    | 6     | 0     | 6         | 0         | 0      | 0      | 45    | 0     |
| Парма            | Серия А          | 2001/02          | 31   | 1    | 5     | 0     | 9         | 0         | 0      | 0      | 45    | 1     |
| Парма            | Итого            | Итого            | 212  | 5    | 27    | 0     | 47        | 1         | 3      | 0      | 289   | 6     |
| Интернационале   | Серия А          | 2002/03          | 28   | 0    | 0     | 0     | 12        | 1         | 0      | 0      | 40    | 1     |
| Интернационале   | Серия А          | 2003/04          | 22   | 2    | 3     | 0     | 9         | 0         | 0      | 0      | 34    | 2     |
| Интернационале   | Итого            | Итого            | 50   | 2    | 3     | 0     | 21        | 1         | 0      | 0      | 74    | 3     |
| Ювентус          | Серия А          | 2004/05          | 38   | 2    | 0     | 0     | 9         | 1         | 0      | 0      | 47    | 3     |
| Ювентус          | Серия А          | 2005/06          | 36   | 4    | 2     | 0     | 9         | 0         | 1      | 0      | 48    | 4     |
| Ювентус          | Итого            | Итого            | 74   | 6    | 2     | 0     | 18        | 1         | 1      | 0      | 95    | 7     |
| Реал Мадрид      | Примера          | 2006/07          | 32   | 0    | 1     | 0     | 6         | 0         | 0      | 0      | 39    | 0     |
| Реал Мадрид      | Примера          | 2007/08          | 33   | 0    | 1     | 0     | 6         | 0         | 2      | 1      | 42    | 1     |
| Реал Мадрид      | Примера          | 2009/10          | 29   | 0    | 1     | 0     | 7         | 0         | 0      | 0      | 37    | 0     |
| Реал Мадрид      | Итого            | Итого            | 94   | 0    | 3     | 0     | 19        | 0         | 2      | 1      | 118   | 1     |
| Ювентус          | Серия А          | 2009/10          | 27   | 0    | 1     | 0     | 5         | 0         | 0      | 0      | 33    | 0     |
| Ювентус          | Итого            | Итого            | 27   | 0    | 1     | 0     | 5         | 0         | 0      | 0      | 33    | 0     |
| Аль-Ахли         | Про-Лига         | 2010/11          | 16   | 2    | 0     | 0     | 0         | 0         | 0      | 0      | 16    | 2     |
| Аль-Ахли         | Итого            | Итого            | 16   | 2    | 0     | 0     | 0         | 0         | 0      | 0      | 16    | 2     |
| Всего за карьеру | Всего за карьеру | Всего за карьеру | 531  | 16   | 43    | 0     | 113       | 3         | 6      | 1      | 693   | 20    |

### Тренерская
| Команда              | Начало работы    | Завершение работы | Показатели | Показатели | Показатели | Показатели | Показатели |
| Команда              | Начало работы    | Завершение работы | М          | В          | Н          | П          | % побед    |
| -------------------- | ---------------- | ----------------- | ---------- | ---------- | ---------- | ---------- | ---------- |
| Гуанчжоу Эвергранд   | 5 ноября 2014    | 4 июня 2015       | 22         | 11         | 6          | 5          | 050,00     |
| Ан-Наср (Эр-Рияд)    | 24 октября 2015  | 11 февраля 2016   | 13         | 5          | 5          | 3          | 038,46     |
| Тяньцзинь Цюаньцзянь | 1 июля 2016      | 6 ноября 2017     | 50         | 28         | 10         | 12         | 056,00     |
| Гуанчжоу             | 9 ноября 2017    | 28 сентября 2021  | 126        | 79         | 23         | 24         | 062,70     |
| Сборная Китая        | 10 марта 2019    | 28 апреля 2019    | 2          | 0          | 0          | 2          | 000,00     |
| Беневенто            | 21 сентября 2022 | 4 февраля 2023    | 17         | 3          | 7          | 7          | 017,65     |
| Удинезе              | 22 апреля 2024   | 8 июня 2024       | 6          | 2          | 3          | 1          | 033,33     |
| Динамо Загреб        | 29 декабря 2024  | 9 апреля 2025     | 13         | 7          | 2          | 4          | 053,85     |
| Итого                | Итого            | Итого             | 249        | 135        | 56         | 58         | 054,22     |

## Достижения

### В качестве игрока
«Парма»
- Обладатель Кубка УЕФА: 1999
- Обладатель Кубка Италии (2): 1998/99, 2001/02
- Обладатель Суперкубка Италии: 1999

«Ювентус»
- Чемпион Италии (2): 2004/05, 2005/06[37]

«Реал Мадрид»
- Чемпион Испании (2): 2006/07, 2007/08
- Обладатель Суперкубка Испании: 2008

Сборная Италии
- Чемпион Европы U-21 (2): 1994, 1996
- Чемпион мира: 2006

### В качестве тренера
«Гуанчжоу»
- Чемпион Китая: 2019
- Обладатель Суперкубка Китайской футбольной ассоциации: 2019

### Личные
- Лучший игрок чемпионата Европы среди молодёжных команд: 1996
- Обладатель «Золотого мяча» (France Football): 2006
- Лучший футболист мира (по версии FIFA): 2006
- Лучший футболист мира (по версии «World Soccer»): 2006
- Обладатель «Серебряного мяча» второго футболиста чемпионата мира: 2006
- Итальянский футболист года: 2006
- Футболист года в Италии: 2006
- Лучший футбольный защитник года в Италии (2): 2005, 2006
- Входит в состав символической сборной Европы по версии ESM: 2005
- Входит в состав символической сборной сезона УЕФА: 2006
- Член сборной ФИФПРО (2): 2006, 2007
- Входит в состав символической сборной чемпионата Европы 2000
- Член символической сборной чемпионата мира 2006
- Введён в Зал славы итальянского футбола: 2014
- Golden Foot: 2024 (в номинации «Легенды футбола»)

## Награды
- Офицер ордена «За заслуги перед Итальянской Республикой» (2006)
- Кавалер ордена «За заслуги перед Итальянской Республикой» (2000)